# 11月8日 (旧暦)
旧暦11月8日は旧暦11月の8日目である。六曜は赤口である。

## できごと
- 延暦13年（ユリウス暦794年12月4日） - 桓武天皇が、山背国を山城国と改め、新京を平安京と称する詔を発布（この詔によって併せて、大津宮の跡地である近江国古津も大津に復されている）。
- 寛永6年（グレゴリオ暦1629年12月22日） - 紫衣事件で、後水尾天皇が7歳の第二皇女興子内親王（明正天皇）に譲位

## 忌日
- 永正13年（グレゴリオ暦1516年12月1日） - 宇都宮成綱、戦国大名、下野宇都宮氏の第17代当主、宇都宮氏中興の祖（* 1468年）